# Guerra del Cenepa
La guerra del Cenepa, según la historiografía del Ecuador, o conflicto del Cenepa, según la historiografía del Perú, (también llamada campaña militar del Alto Cenepa y operaciones militares del Alto Cenepa por el Estado peruano), fue un conflicto militar ocurrido en la frontera peruano-ecuatoriana durante los meses de enero y febrero de 1995 entre Perú y Ecuador. Se produjo en el lado oriental de la cordillera del Cóndor sobre la cuenca del río Cenepa en territorio nacional del Perú (previamente disputado por ambos países hasta el protocolo de Río de Janeiro), que fue ocupado por el Ejército del Ecuador desde 1994. El conflicto enfrentó a las fuerzas armadas del Perú y Ecuador. Nunca hubo declaración formal de guerra entre ambos países ni llegó a generalizarse por toda la frontera común. Las operaciones militares sucedieron en territorio delimitado pero sin demarcar (zona de selva alta de complicado acceso) donde los factores climáticos y logísticos dificultaron los desplazamientos militares.
El conflicto se resolvió con la intervención de Argentina, Chile, Brasil y Estados Unidos —países garantes del Protocolo de Paz, Amistad y Límites de Río de Janeiro del 29 de enero de 1942—, lográndose terminar el proceso de demarcación de la frontera en los dos tramos pendientes: entre los hitos Cunhime Sur y 20 de Noviembre, y entre los de Cusumaza–Bumbuiza y Yaupi–Santiago. Esta demarcación fue hecha de conformidad con lo establecido en el Protocolo de Río de Janeiro y el fallo arbitral de Braz Dias de Aguiar.
En el Acta de Brasilia, tanto Perú como Ecuador aceptaron la culminación del proceso de demarcación fronteriza, en el tramo de 78 kilómetros que estaba pendiente, de acuerdo con la propuesta de los países garantes del Protocolo de Río de Janeiro formulada dentro del marco legal del Protocolo, del fallo arbitral de Braz Dias de Aguiar, de sus instrumentos complementarios y de los pareceres técnicos-jurídicos entregados el 8 de mayo de 1998. Esta propuesta fue aceptada por los gobiernos de Perú y Ecuador y ratificada luego por los congresos de ambos países.
Así, se terminó el proceso de demarcación de la frontera sobre las cumbres de la cordillera del Cóndor, ratificando la posesión del Perú de la zona del Cenepa incluyendo Tiwinza, a la vez que el Perú otorgaba a Ecuador, en condición de propiedad privada y sin perjuicio de la soberanía peruana, un kilómetro cuadrado en la zona de Tiwinza, donde están sepultados 14 soldados ecuatorianos. También se firmaron acuerdos de Comercio y Navegación, de Integración Fronteriza y de instalación de una comisión binacional sobre Medidas de Confianza Mutua y Seguridad.

## Antecedentes

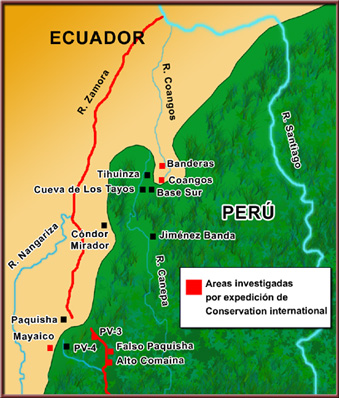
Mapa que ilustra la zona de conflicto en el río Cenepa, frontera Perú Ecuador, Enero - Febrero de 1995.

### Disputas entre el Perú y la Gran Colombia
La reclamación por parte de Ecuador de un acceso con soberanía a la cuenca del río Amazonas se remonta a 1827, cuando Simón Bolívar, que era gobernante de la Gran Colombia —entidad geopolítica antecesora de Ecuador—, reclamó como territorios que le correspondían a su país a Tumbes, Jaén (Cajamarca) y Maynas, entendiéndose por Maynas el territorio conformado por los actuales departamentos peruanos de Loreto y Amazonas.
Además de dicho reclamo territorial, Bolívar exigió a Perú el pago de la deuda de la campaña emancipadora y los «reemplazos», es decir, el costo de reponer con nuevos efectivos las bajas sufridas en las tropas de apoyo a la guerra independentista peruana. La historiagrafía peruana considera, que la razón de la ira de Bolívar hacia Perú se debía a que había perdido su influencia en este país, donde se instaló un gobierno liberal y antibolivariano, que ayudó a Bolivia a librarse de la dominación grancolombiana.
Perú rechazó las exigencias territoriales de Bolívar, pues Tumbes, Jaén y Maynas habían jurado la independencia del Perú y tenían sus representantes en el Congreso peruano, aduciendo el principio de la libre determinación de los pueblos.
En respuesta a los preparativos guerreros de Bolívar, el 17 de mayo de 1828 el Congreso de la República del Perú autorizó al presidente peruano José de La Mar a tomar las medidas militares del caso. Poco después, Bolívar declaró la guerra al Perú el 3 de julio de 1828.
Las fuerzas peruanas se movilizaron hacia el sur de la Gran Colombia (actual territorio ecuatoriano). La marina peruana bloqueó y capturó el puerto de Guayaquil, mientras que el ejército peruano ocupó la provincia de Loja. En respuesta, las fuerzas grancolombianas, al mando del mariscal Antonio José de Sucre, avanzaron desde Quito y derrotaron a la vanguardia del ejército peruano en la batalla del Portete de Tarqui (27 de febrero de 1829). Luego de esta batalla de mutuo acuerdo se celebró un convenio para acordar la paz. El Perú se comprometía a desocupar Guayaquil y Loja, y la Gran Colombia dejaba implícitamente de hacer reclamos sobre Tumbes, Jaén y Maynas. Sin embargo, el presidente La Mar acusó a Sucre de cometer injurias y falsedades en el parte de batalla y en un decreto que dio sobre la construcción de una columna conmemorativa en Tarqui, así como de excesos contra los prisioneros peruanos, por lo que anunció su intención de continuar la guerra.
Pero entonces ocurrió el golpe de Estado del general Agustín Gamarra, que produjo la caída de La Mar y subsiguiente firma de la paz entre Perú y Colombia, por medio del Tratado Larrea-Gual, el 22 de septiembre de 1829. Este tratado, también conocido como Tratado de Guayaquil, fue un tratado de “paz y amistad”, mas no de límites; sin embargo, dejó establecido que se mantendría el límite que había existido entre los virreinatos de Nueva Granada y el del Perú, como referencia para un futuro acuerdo limítrofe entre la Gran Colombia y el Perú, estableciéndose a la vez el procedimiento para realizar la demarcación definitiva —que estaría a manos de una comisión demarcatoria de límites integrada por miembros de ambos países—. En definitiva, no hubo cambios territoriales, al mantenerse la situación previa al conflicto (statu quo ante bellum).
Sin embargo, la demarcación de límites no llegó a realizarse, pese a los intentos que ambas cancillerías hicieron para llegar a un entendimiento. Luego, la disolución de la Gran Colombia en mayo de 1830 puso fin a las negociaciones. Ecuador ha señalado la existencia del Protocolo Pedemonte-Mosquera, supuestamente firmado el 11 de agosto de 1830 entre el Perú y la Gran Colombia, el cual sería una continuación del Tratado Larrea-Gual, donde se reconocía al río Marañón (y el Amazonas) como límite entre ambas naciones. El Perú, basándose en una rigurosa investigación historiográfica, ha rechazado la existencia de este tratado, pues, entre otras razones, jamás se encontró el documento original, así como al hecho de que, para esa fecha, ya la Gran Colombia se había desintegrado.

### Disputas entre el Perú y Ecuador
Cuando el 13 de mayo de 1830 se constituyó la República del Ecuador, el flamante gobierno ecuatoriano no hizo reclamos al Perú sobre Tumbes, Jaén y Maynas y más bien consideró la necesidad de firmar acuerdos y tratados con el Perú. Ambos países daban pues, por sobreentendido, que el Tratado Larrea-Gual había caducado con la disolución de la Gran Colombia.
El primer tratado celebrado entre el Perú y Ecuador fue el Tratado Pando-Noboa, suscrito el 12 de julio de 1832 por el ministro de gobierno y relaciones exteriores del Perú, José María Pando, y el ministro plenipotenciario de Ecuador, Diego Noboa (futuro presidente de Ecuador). En él se reconocían y respetaban los límites vigentes entre ambas naciones, mientras se celebrara un convenio de arreglo de límites definitivo.
La realización de dicho convenio de límites se fue postergando irresponsablemente a través de los años. Fue entre 1841 y 1842 cuando Ecuador inició públicamente su reclamo al Perú de los territorios de Jaén y Maynas, incitado por el derrocado gobernante peruano-boliviano Andrés de Santa Cruz refugiado en Guayaquil tras el fin de la Confederación Perú-Boliviana. Para sustentar su reclamo, el Ecuador hizo una interpretación de diversos artículos del Tratado de 1829, cuya vigencia reclamó desde entonces. El Perú respondió que dichas provincias eran peruanas por la Real Cédula de 1802 (por la cual, Maynas había vuelto al Virreinato del Perú); y por la posesión continua que había ejercido sobre dichos territorios (todas esas provincias habían jurado la independencia del Perú en 1821 y desde entonces fueron territorio de la república peruana, ininterrumpidamente).
Durante 1859 y 1860, ambos países libraron un conflicto originado por la decisión de Ecuador de pagar a sus acreedores ingleses con territorios peruanos en la Amazonía. El presidente peruano Ramón Castilla ordenó el bloqueo de la costa ecuatoriana y él mismo, en persona, dirigió la expedición que desembarcó en Guayaquil el 25 de noviembre de 1859. Las negociaciones de paz se complicaron al desatarse en el Ecuador una guerra civil que impidió las relaciones diplomáticas con el resto de Hispanoamérica, incluyendo el Perú, ya que no existía un gobierno ecuatoriano reconocido con el cual tratar. Castilla decidió finalmente tratar con el general Guillermo Franco Herrera, caudillo de Guayaquil, con quien firmó el Tratado de Mapasingue (25 de enero de 1860). Sin embargo, al ser derrotado Franco por el gobierno de Gabriel García Moreno instaurado en Quito, dicho tratado fue desaprobado (1861). Lo mismo hizo en 1863 el Congreso peruano.
Entre 1879 y 1883 el Perú participó en la Guerra del Pacífico contra Chile y no pudo atender otros asuntos diplomáticos.
En 1887, un acuerdo suscrito por ambas naciones estableció que la regente del Rey de España actuaría como árbitro en el litigio limítrofe. Pero en 1889, otra negociación acordó el llamado Tratado García-Herrera por el cual el Perú conservaba Tumbes y Jaén, pero cedía una gran parte de Maynas al Ecuador. El gobierno peruano de entonces (el de Andrés A. Cáceres), quería de esa manera zanjar definitivamente el litigio con Ecuador, a fin de enfrentar tranquilamente la cuestión de Tacna y Arica con Chile. El Congreso ecuatoriano se apresuró a aprobar dicho tratado, pero el Congreso de la República del Perú señaló que lo ratificaría solo después de que se introdujeran algunas modificaciones en lo concerniente a la línea de frontera, por cuanto lo consideraba poco favorable para su país. Ecuador rechazó las modificaciones peruanas y en protesta declaró insubsistente el Tratado. La situación volvió entonces a fojas cero.
Al iniciarse el siglo XX se produjeron incidentes armados en la frontera peruano-ecuatoriana, como los combates de Angoteros (1903) y Torres Causana (1904), en las zonas del río Napo y río Aguarico. Las fuerzas peruanas rechazaron en ambas ocasiones el avance de los ecuatorianos sobre territorio peruano. La diplomacia de ambos países se movilizó entonces y se acordó continuar el juicio arbitral ante el Rey de España.
Pese a que Ecuador había aceptado voluntariamente someterse al arbitraje del Rey de España, en 1910 se rebeló contra el laudo que este monarca estaba a punto de dar, porque, debido a una infidencia, se enteró de que iría contra sus intereses. Esto ocasionó una grave tensión con el Perú que casi desemboca en un conflicto armado. Gracias a la mediación de la Argentina, Brasil y los Estados Unidos, se evitó la guerra, pero el rey español (en ese entonces Alfonso XIII) se inhibió de pronunciar su sentencia, fracasando así la fórmula del arbitraje. En los años siguientes, el asunto permaneció estancado, debido a las diferencias insalvables entre ambas partes: el Perú insistía en el arbitraje internacional, mientras que Ecuador quería las negociaciones directas.
En 1922 hubo otra disputa referida a la firma del Tratado Salomón Lozano entre Perú y Colombia, que resultó favorable a esta última nación. Este tratado causó malestar tanto en Perú (donde se señala que el presidente Augusto B. Leguía lo suscribió bajo presión de los Estados Unidos), como en Ecuador, que se veía, de esa forma, limitando con Perú por el este.
En 1924, el Perú y el Ecuador firmaron el Protocolo Castro Oyanguren-Ponce, que establecía una fórmula mixta al litigio de límites: combinar el arbitraje internacional con la negociación directa paralela. Resolvieron que ambos gobiernos enviasen a Washington D. C. sus respectivas delegaciones para discutir allí el litigio y, lo que no lograsen acordar, sería sometido al arbitraje del Presidente de los Estados Unidos. Esta fórmula de negociación solo empezó a implementarse en 1936, en las llamadas Conferencias de Washington, donde ambas partes fijaron una línea de statu quo en calidad de frontera provisional, tomando como base los territorios que de facto poseía cada país. Pero una vez más las conversaciones fracasaron debido a las aspiraciones ecuatorianas de llegar al Marañón y el Amazonas, lo que implicaba afectar la soberanía peruana sobre extensos territorios. Poco después, los ecuatorianos realizaron acciones violatorias del statu quo de 1936, incursionando en territorio peruano, lo que obligó al Perú a establecer una nutrida línea de puestos fronterizos, con el consiguiente desarrollo de roces y escaramuzas entre patrullas militares. La situación se agravó en 1941, desembocando en una guerra.

### Guerra de 1941

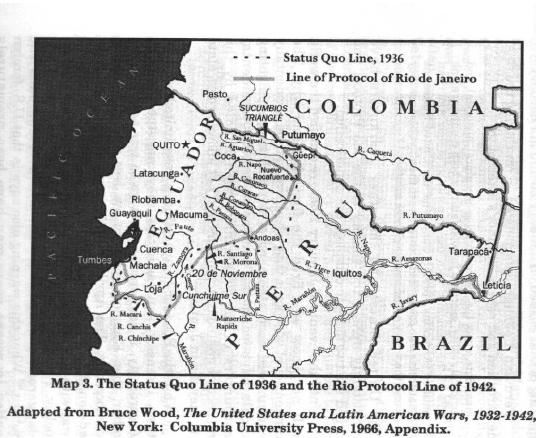
Status-Quo fronterizo en 1936, previo a la guerra de 1941.

El 11 de enero de 1941, alegando que los ecuatorianos habían realizado incursiones e incluso ocupado territorio peruano en la provincia de Zarumilla, el presidente del Perú, Manuel Prado Ugarteche, ordenó la formación del Agrupamiento Norte, que era una Gran Unidad de Combate que tendría a cargo el Teatro de operaciones del Norte.
La posición peruana afirmó que Ecuador, en 1941, desconoció esa línea provisional por lo que movilizó su ejército, ingresando a territorio ecuatoriano por Tumbes (localidad de Aguas Verdes limítrofe con Huaquillas). El Perú empleó sus recursos militares reivindicando el territorio, ocupado por Ecuador, país que inició el adelanto de sus guarniciones luego del fracaso de las Conferencias de Washington en 1937, en los días 5, 23 y 24 de julio.
El Cuerpo Aeronáutico del Perú (CAP) bombardeó la población ecuatoriana de Santa Rosa, en la provincia fronteriza ecuatoriana de El Oro, y amenazó con hacer lo mismo con la ciudad de Guayaquil. Tropas peruanas invadieron regiones del sur del Ecuador, y presionaron hasta la firma del protocolo de Río de Janeiro el 29 de enero de 1942, cuya legitimidad fue garantizada por Argentina, Brasil, Chile y Estados Unidos de América. La firma del protocolo de Río de Janeiro confirmó la línea del statu quo de 1936, firmada en Washington por Perú y Ecuador, menos la pérdida por parte de Ecuador de 5392 millas cuadradas.

### Problema demarcatorio en la Cordillera del Cóndor
La demarcación de la línea fronteriza establecida en el protocolo, mediante el levantamiento de hitos, se inició en 1947. Sin embargo, esta no fue culminada en la zona de la Cordillera del Cóndor, debido a que, mediante un levantamiento aerofotogramétrico, se descubrió la presencia del río Cenepa, entre el río Zamora y el río Santiago. Eso supuestamente  implicaba que lo establecido en el protocolo no correspondía con la geografía real de la zona. El río Cenepa es un accidente geográfico conocido desde muchos años antes, tal como lo reconoce en un ensayo el expresidente peruano Fernando Belaúnde Terry. La suspensión se debió a que la posición ecuatoriana argüía la supuesta inexistencia de un divortium aquarum (divisoria de aguas) entre el río Zamora y el río Santiago, tal como señala el Protocolo de Río de Janeiro. En efecto, el árbitro brasileño Braz Dias de Aguiar solamente menciona los ríos necesarios para efectos de demarcación siendo estos el Zamora y el Santiago. Según el punto de vista ecuatoriano, este tema, añadido a otras "inconsistencias" en el texto del protocolo, fueron la causa de que la demarcación se suspendiera unilateralmente. Como conclusión, Ecuador mantuvo durante años la tesis de que el protocolo era inejecutable.
En el plano diplomático los representantes peruanos y ecuatorianos no llegaron a ponerse de acuerdo. La colocación de hitos fronterizos, convenida en el protocolo de 1942, imprescindible en una zona tan agreste, no se concluyó, pues se detuvo en 1951, quedando sin demarcar un espacio de 78 kilómetros lineales.
El presidente ecuatoriano José María Velasco Ibarra, en 1960, pretendió declarar la nulidad del Protocolo de Río de Janeiro, arguyendo que "fue firmado bajo la fuerza y con amenazas", cuando las fuerzas peruanas "ocupaban" territorio ecuatoriano. Estas declaraciones del mandatario ecuatoriano mostraron las intenciones de Ecuador de buscar una salida a la cuenca del río Amazonas prescindiendo de lo señalado por el Protocolo de Río de Janeiro.

### Conflicto del Falso Paquisha
El 22 de enero de 1981, el gobierno peruano denunció un ataque a una de sus aeronaves cuando realizaba una misión de abastecimiento a puestos de vigilancia en el río Comaina (territorio peruano). El entonces presidente del Perú, Fernando Belaúnde Terry, ordenó la inspección del río Comaina hasta sus nacientes en el lado oriental de la Cordillera del Cóndor, comprobándose la existencia, dentro de territorio peruano, de tres destacamentos militares ecuatorianos con sus respectivas instalaciones. Este hallazgo causó acciones de fuerza, logrando las fuerzas peruanas desalojar dichos destacamentos ecuatorianos.
La posición ecuatoriana señalaba que esos destacamentos correspondían a la base de "Paquisha", establecida en territorio ecuatoriano. Pero, tras la medición de las coordenadas, se comprobó que no correspondían a la mencionada Paquisha sino, como lo calificó el presidente Belaúnde, a un "falso Paquisha". Tras las escaramuzas, que motivaron la intervención de la Organización de Estados Americanos (OEA), el acta Sorrosa-Du Bois fijó las coordenadas de ubicación permitidas para las tropas fronterizas, ratificando la condición de la mencionada cordillera como límite natural entre ambos países.
El 24 de agosto de 1991, el canciller peruano Carlos Torres y Torres Lara llegó a un acuerdo oral de carácter provisional con el ecuatoriano Diego Cordovez, llamado Pacto de Caballeros por el canciller peruano y Acuerdo de Distensión por el canciller ecuatoriano, en el cual se comprometían a buscar soluciones pacíficas a las diferencias. Sin embargo, en diciembre de 1994 empezaron a notarse movilizaciones del ejército del Ecuador, que desde 1981 había estado preparándose para afrontar un conflicto generalizado, desplegando sus sistemas de defensa en el área de la Cordillera del Cóndor.

## Posiciones
Cada uno de los países tiene un pensamiento diferente. A continuación se describe la de cada uno de ellos:

### Posición ecuatoriana
La argumentación ecuatoriana señala, por su parte:
- El Protocolo de Río de Janeiro es un tratado cuyo cumplimiento no puede ser exigido al Ecuador por cuanto fue un texto impuesto, y su suscripción se realizó estando ocupada una gran parte de su territorio.
- El Protocolo de Río de Janeiro señala el divisor de aguas Zamora-Santiago para distribuir equitativamente entre los dos países el espacio geográfico entre los ríos Zamora y Santiago. Sin embargo, en la realidad geográfica no existe dicha divisoria de aguas por el hecho de que el río Cenepa, que antes se pensaba que era un afluente insignificante del río Marañón-Amazonas, resultó ser un sistema hidrográfico independiente y mucho más extenso, interpuesto entre el Zamora y el Santiago. Al no existir la divisoria de aguas Zamora-Santiago es inaplicable el trazado de la frontera en este sector enunciado en el artículo VIII. B.1.[36]
- Ante esa inejecutabilidad parcial del Protocolo, resulta indispensable establecer una línea de frontera que distribuya equitativamente entre los dos países el espacio geográfico comprendido entre los ríos Zamora y Santiago.
- Esa distribución, no obstante, solo puede hacerse atendiendo a los derechos de las partes y reconociendo al Ecuador el acceso que demanda al Marañón-Amazonas, en debida atención a sus históricos derechos amazónicos y a los requerimientos de su desarrollo como país condómino en la Cuenca del Gran Río. De esa forma se abrirán amplias posibilidades para la cooperación de las dos partes en proyectos de interés común en la Amazonia, y para una útil y fácil comunicación de los puertos marítimos del Ecuador tanto con los accesos ecuatorianos al Amazonas y sus afluentes como con los polos de desarrollo binacional y multinacional en la región.

### Posición peruana
La argumentación peruana señala lo siguiente sobre este tema:
- El Perú no tiene territorios pendientes de «devolución» con ninguno de sus vecinos;
- Mientras Tumbes y Piura son invariablemente peruanas, Jaén perteneció a la Real Audiencia de Quito solo entre 1563 y 1567 y entre 1819 y 1821, habiéndose pronunciado multitudinariamente por su pertenencia al Perú en ambas oportunidades, decisión ratificada por el virrey Francisco de Toledo (1569-1581, durante el reinado de Felipe II de España, 1556-1598, de la Casa de Austria) y por el gobierno del Perú en 1821;
- Maynas (esto es, Amazonas y Loreto) nació como provincia peruana y fue adscrita al Virreinato de Santa Fe de Bogotá recién en 1772, pero pasó a ser una gobernación directamente dependiente del Virrey del Perú o Virreinato del Perú por cédula real del 15 de julio de 1802.
- El Protocolo de Río de Janeiro es un tratado internacional perfectamente ejecutable y su cumplimiento no admite revisión alguna.

## Antecedentes

### Crisis diplomática
En vista de los incidentes fronterizos acaecidos entre agosto y finales de 1991, se produjo a comienzos de 1992 en Quito un encuentro entre los presidentes de los dos países. La visita del presidente peruano, Alberto Fujimori, se proponía allanar las dificultades que impedían una solución diplomática al problema fronterizo, con el llamado «Pacto de Caballeros».
En la tarde del 9 de enero de 1995, cerca de las 17:30 horas, en la zona del Cenepa, una patrulla de cuatro soldados peruanos del Batallón de Infantería de Selva Callao N.º 25 tuvo un encuentro con una patrulla ecuatoriana del Batallón N.º 63 Gualaquiza. Al día siguiente las tropas peruanas fueron acompañadas por las ecuatorianas hasta el PV-1. El 11 de enero se produjo un nuevo encuentro, de nuevo en la zona peruana del Cenepa, cerca de las 13:00; una patrulla peruana –de aproximadamente 10 soldados– fue conminada por los ecuatorianos y se inició un breve intercambio de disparos.
Sin embargo, estos incidentes fueron solucionados por la vía diplomática, llegando incluso a emitirse el 14 de enero de 1995 una declaración conjunta que enfatizaba: «en la zona de frontera, hay un clima de paz y tranquilidad».
En los días 19 y 22 de ese mismo mes, se volvieron a registrar escaramuzas entre patrullas militares de los dos países.
Las versiones políticas atribuyeron la agravación del enfrentamiento a la situación política que reinaba en ambos países. Así, mientras el presidente ecuatoriano Sixto Durán Ballén se encontraba con bajísimos niveles de aceptación popular, su homólogo peruano Alberto Fujimori preparaba el camino para su reelección. En ambos casos, la popularidad de los mandatarios se incrementó.
El gobierno argentino de Carlos Menem, a pesar de que su país era parte del Protocolo de Río de Janeiro, y, por lo tanto, obligadamente neutral en el conflicto, vendió armas de manera ilegal a Ecuador para ser usadas contra Perú, hecho que se tornó en un escándalo tanto en el país como en el ámbito internacional. La presidenta argentina Cristina Kirchner, en ocasión de una visita oficial a Perú los días 22 y 23 de marzo de 2010, ofreció disculpas formales en nombre de su país. El 13 de junio de 2013, el Tribunal Oral en lo Penal Económico N.º 3 de la República Argentina condenó al expresidente Carlos Menem a siete años de prisión de cumplimiento efectivo por la causa de venta ilegal de armas a Croacia y Ecuador, convirtiéndose de esta manera en el primer expresidente de Argentina en ser condenado a prisión.
En total se despacharon 75 toneladas de armamento, por un valor de 33 millones de dólares, que comprendían 8000 fusiles FAL, 36 cañones de 105 y 155 mm, 10 000 pistolas de 9 mm, 350 morteros, 50 ametralladoras pesadas, 58 millones de municiones, 45 000 proyectiles de cañón, 9000 granadas, y explosivos. Estas armas partieron del aeropuerto bonaerense de Ezeiza el 17, 18 y 22 de febrero con destino a Venezuela, que después fueron transferidas a Ecuador.
Chile, por su lado, también había realizado entregas de armas y pertrechos militares al Ecuador, en plena guerra del Cenepa. Parlamentarios opositores al régimen de Alberto Fujimori en Perú denunciaron que éste había negado el permiso para que aviones de la FAP interceptaran a dos aviones cargueros de la FAE, que después de realizar una escala en Brasil, se dirigieron a Iquique, en Chile, con el fin de cargar pertrechos y armas. Chile se defendió, aduciendo que se cumplió la entrega de un contrato de venta de armas, firmado antes del inicio del conflicto. La venta de armas de Chile a Ecuador, se realizó el 31 de enero de 1995.[cita requerida] El monto de la venta fue de 1,9 millones de dólares y consistió en 3000 fusiles, 7829 cargadores y 300 lanzacohetes M72 LAW.

## Situación militar del Perú y el Ecuador
La situación militar de ambos países al inicio del conflicto, en teoría, dispareja, con las ventajas estando proyectadas a favor del lado ecuatoriano.

### Perú
El Perú afrontaba desde 1980 una guerra interna desatada por el grupo terrorista Sendero Luminoso, que conoció su más cruenta etapa entre 1982 y 1991. Las Fuerzas armadas del Perú se hicieron cargo de la lucha antisubversiva desde diciembre de 1982, con el consiguiente desgaste, tanto económico como social que ella conlleva. Sin embargo, las tropas peruanas que luchaban contra Sendero Luminoso irían ganando, desde 1980, una experiencia en combate real que les sería de utilidad a la hora de entrar en acción en el conflicto y esto ya era una ventaja para ellas.
La Fuerza Aérea del Perú, que desde la década del 60 y parte de la del 80 del siglo XX había llegado a ser considerada como una de las más poderosas de Hispanoamérica, se hallaba, en 1995, en una situación crítica. Al momento de estallar el conflicto, de más de 100 aparatos de combate que tenía en inventario, solo se hallaban operativos tres Mirage 2000, siete Sukhoi 22, cuatro Canberras, ocho A-37B y cinco helicópteros artillados Mi-25. Los Mirage 2000, que venían a ser los aviones más modernos de la FAP, no contaban con misiles aire-aire de corto y de mediano alcance. Los sistemas de radar solo tenían una operatividad del orden de menos del 45 %, y los sistemas antiaéreos, del 20 %.

### Ecuador
Por el lado ecuatoriano, después del Conflicto del Falso Paquisha en 1981, se inicia una serie de compras y modernizaciones de sus sistemas aéreos y terrestres; entre los más importantes está la compra de aviones Kfir C2, y las modernizaciones de sus Mirage F1. Se puede afirmar que, para inicios de 1985, la Fuerza Aérea del Ecuador era una de las mejores equipadas de la región, contando con un arsenal de 12 Mirage F.1JAs, 10 Kfir C.2s, 10 Jaguars MK.1 y 10 A-37B. Según el exmandatario ecuatoriano Sixto Durán Ballén, la clave del éxito de las operaciones militares en la Cuenca del Cenepa se había debido a 14 años de preparaciones militares, como este declararía el 4 de marzo de 1995.
A lo largo de la guerra del Cenepa se desplegaron, en gran parte, soldados profesionales de brigadas de fuerzas especiales. Una de aquellas brigadas perteneció al Grupo Comandos de Selva (IWIAS), brigada élite conformada exclusivamente por personal nativo de la región amazónica dado su conocimiento y capacidad para sobrevivir en aquel entorno. En contraparte de esto, el ejército peruano movilizado al principio del conflicto estaba conformado en su mayor parte por conscriptos del servicio militar obligatorio pertenecientes a batallones que no eran Unidades de Combate especializadas en operaciones de combate en selva, razón por la cual tuvieron que intervenir tropas de élite compuestas por varios batallones de infantería contrasubversiva especializada en combate en selva, traídas del Frente Militar Alto Huallaga.[cita requerida]
Las fuerzas armadas ecuatorianas hicieron uso de sus líneas cortas de abastecimiento y de la ventaja geográfica que le otorgaba la cordillera del Cóndor (1980 m de altura [6,500 pies]) en su territorio para atacar directamente con morteros y lanzadores de cohetes múltiples a las tropas del ejército peruano que consolidaban sus posiciones. Estos ataque fueron posibles gracias al uso de tecnología moderna, tal como el posicionamiento global satelital GPS, para localizar con precisión su objetivo.
A pesar de que la sofisticación del armamento data de los años 60 y 70, un conflicto armado a esta escala era desconocido entre países hispanoamericanos. Las fuerzas armadas ecuatorianas adoptaron una defensa activa y un combate tierra-aire, conceptos implementados por fuerzas armadas estadounidenses e israelíes, y que el general Paco Moncayo aprendió y aplicó tras su estancia en Israel como agregado militar en ese país en 1986.
Gabriel Marcella, analista estadounidense de la Escuela Superior de Guerra del Ejército de los EE. UU. afirmó lo siguiente:

La limitada victoria del Ecuador en el Cenepa genera un nuevo umbral en el antiguo conflicto: Ecuador ha logrado una victoria militar sobre Perú por primera vez desde la batalla de Tarqui en 1829. Los ecuatorianos integraron exitosamente las estrategias militares, operaciones y tácticas con una acertada campaña de información tanto en lo nacional (diplomacia) como en lo militar (operaciones sicológicas)".

Sin embargo periodistas ecuatorianos nada triunfalistas como el periodista ecuatoriano Alexis D. Valencia, desautorizando a Marcella, afirmaron que:

"El esfuerzo hecho por el gobierno ecuatoriano, de distraer e invertir un promedio de 500 millones de US$ anuales, en la compra de armamento sofisticado dentro de su programa belicista contra el Perú, desde 1981 hasta 1995, fue estéril; este esfuerzo que se realizó a expensas de dramáticas necesidades sociales no ha servido para avanzar un solo centímetro hacia el Amazonas y apenas para escenificar una victoria de fantasía maquinada como justificación de nuevas exacciones".

La superioridad aérea era evidente, considerando también que los únicos aviones que estaban en condiciones de hacerle frente a los F-1 y Kfir de la FAE eran los MIRAGE 2000, pero al estar operativos un escaso número, se estaban guardando en caso de que el conflicto se transformara en una guerra total, por lo que solo se les encomendó tareas de cobertura de área y disuasión. A pesar de su preparación, no hay registro del ejército ecuatoriano acerca de lo que pasó el "Miércoles negro", el día en que Tiwinza cayó en manos del Ejército peruano. Ecuador acusó al Perú de usar lanzallamas y gases tóxicos, pero en realidad Perú había usado en gran cantidad RPG 7 de carga antitanque, conocido por su poder destructivo. Después de este enfrentamiento, hubo un cese de fuego.
El material perdido y el número de bajas peruanas que no cayeron en combate podrían sustentar la afirmación de que el Perú no estaba preparado para un enfrentamiento con Ecuador, debido a que el presidente Fujimori priorizó la lucha paramilitar contraterrorista, lo que motivó una fuerte crítica en el país por parte de sectores políticos peruanos opuestos a su gobierno. Esto fue aunado a los problemas logísticos, debidos a la distancia y a las condiciones meteorológicas y geográficas por el lado peruano. En una «carta» escrita por un supuesto alto militar del Ejército peruano y publicada en la Revista Caretas, está escrito:

(...) de todas las armas, tuvimos que valernos de los viejos fusiles FAL que tuvieron problemas cuando por los años 75 se compraron a los argentinos; con estas armas y unos cuantos RPG, sin base de fuegos de morteros, sin artillería, sin apoyo aéreo, sin inteligencia, nos enfrentamos a una fuerza moderna.(...) En esas condiciones, recuperamos Cueva de los Tayos, Base Sur, llegamos a Tiwinza pero ya desgastados por una terrible y larga línea de abastecimientos pero no pudimos mantenerla; es verdad nuestros hombres sufrieron hambre, porque no tuvieron raciones oportunamente, porque los cargadores eran emboscados, porque nos infiltrábamos en terreno ocupado por el enemigo y nuestras tropas quedaban aisladas.

El general EP Bladimiro López Trigoso, encargado de las operaciones militares por el lado peruano durante el conflicto armado, dio declaraciones similares ante una comisión investigadora del Congreso peruano:

Por pretender lanzar bombas en Tiwinza una noche, creo que sería el cinco o el seis de febrero, nos bombardearon Base Sur, donde estaban nuestras tropas. Nos causaron seis muertos, y nuestra tropa se echó a llorar de amargura, de impotencia.(...) El ataque aéreo de la FAP nos han producido estas bajas, y desde luego 180 desaparecidos, que por fortuna fueron apareciendo uno, de uno, de uno a lo largo de toda la semana.(...) Me enviaron (a combatir) con armamento sin munición, sin brújula, sin nada. ¿Y por qué sucede ese bombardeo? No teníamos medios de comunicación, no teníamos GPS, que es un aparato para indicar la posición geográfica vía satélite, que después me enteré que valía unos 300 dólares.

Otro aspecto de gran importancia es la diferencia en los gastos militares de ambos países. En el periodo 1985 a 1994, los gastos de Defensa en el Perú disminuyeron en un 13 %, mientras en el Ecuador se incrementaron en un 58 %.
A pesar de la diferencia en gastos militares, no todo se encontraba a favor del lado ecuatoriano, vistas las limitaciones impuestas por el ejecutivo ecuatoriano, que prohibió al alto mando militar emprender acciones contra el eje Jiménez Banda-Soldado Pastor, desde donde llegaban abastecimientos y refuerzos. El general EE Paco Moncayo afirmó:

La situación militar se había vuelto desagradable por la presencia de la fuerzas peruanas en el interior de nuestro dispositivo, y la imposibilidad de desalojarles.

## Cronología
- 24 de enero: El Perú moviliza sus tropas, mientras la FAE realiza los preparativos para alistar su flota para el inminente combate.
- 25 de enero: Ecuador militariza la zona de la Cordillera del Cóndor, después conocida como Base Sur, la cual era aún territorio en litigio.
- 26 de enero: Una patrulla del BIS (Batallón de Infantería de Selva) N.º 25 del Ejército peruano realizaba labores de construcción de un helipuerto en la zona de la quebrada Fashin y la cabeza del río Cenepa, cuando es atacada por el Grupo de Fuerzas Especiales N.º 26 del Ejército ecuatoriano.
- 27 de enero: Tanto Perú como Ecuador ordenan el despliegue general de sus tropas en la línea fronteriza y la costa del Pacífico, listos para atacar en caso de una eventual guerra total. Durante toda la guerra se movilizaron alrededor 140 000 hombres. Tropas de intervención rápida del Perú, transportadas en helicópteros, fueron desplegados en las inmediaciones de uno de los puestos de avanzada ecuatorianos infiltrados en la naciente del río Cenepa. El puesto de vigilancia que se recuperó era Cueva de los Tayos y recuperada por tropas del Batallón de Infantería de Selva «Callao» N.º 25 y del Regimiento de Caballería Blindada «Teniente Coronel José Buenaventura Sepúlveda» N.º 113.[55]
- 28 de enero: A las 7:45 horas fuerzas peruanas lanzan su primer ataque terrestre contra posiciones ecuatorianas en la cabecera de las aguas del Cenepa. A las 11:05, los ataques se renuevan, pero esta vez con apoyo de helicópteros artillados peruanos que daban cobertura a las tropas terrestres. En este combate se reporta un helicóptero peruano alcanzado por un misil tierra-aire Igla-1E (SA-16). A las 12:05, caza-bombarderos de la FAP hacen su primera aparición en el valle del Cenepa.[43]
- 29 de enero: En un patrón que se repetiría constantemente los próximos días, fuerzas peruanas lanzarían múltiples y simultáneos ataques en toda el área, en un esfuerzo por debilitar las posiciones ecuatorianas en Tiwinza, Cueva de los Tayos, Base Sur y Coangos, también se reporta el derribo de un segundo helicóptero por parte de la MANPADS de Ecuador, aunque este segundo derribo no ha podido ser confirmado. Al final del día el Perú anuncia que se capturaron 3 bases ecuatorianas.
- 31 de enero: Después de 24 horas de calma, tropas peruanas renuevan sus ataques contra Tiwintza, Coangos y Cueva de los Tayos. Ecuador y Perú rechazan bilateralmente una llamada internacional para un cese al fuego inmediato.
- 1 de febrero: los ataques continúan, pero esta vez con el apoyo de artillería pesada. Aviones peruanos biplaza de ataque ligero A-37B hacen su aparición en el campo de guerra, bombardeando posiciones ecuatorianas. Incluso la base de Cóndor Mirador en la cumbre de la cordillera del Cóndor es intensamente presa del fuego pesado de los aviones de la FAP.
- 2 de febrero: Soldados peruanos logran el desalojo de las tropas ecuatorianas de la Base Sur, esta base fue recuperada por tropas del Batallón de Infantería de Selva «Callao» N.º 25 reforzado con efectivos pertenecientes al Batallón de Infantería de Comandos «Comandante Ladislao Espinar» N.º 19 (Unidad de Combate perteneciente a la División de Fuerzas Especiales del Ejército del Perú), a la Escuela de Comandos del Ejército del Perú y al Regimiento de Caballería Blindada «Teniente Coronel José Buenaventura Sepúlveda» N.º 113.[55]
- 3 de febrero: Strikemasters Mk 89 y bombarderos ligeros A-37B ecuatorianos, bajo cobertura aérea de interceptores de la FAE, hacen su primera aparición en el campo de batalla, bombardeando posiciones peruanas.
- 4 de febrero: Embraer EMB 312 Tucanos de la FAP realizan una salida nocturna bombardeando la posición enemiga de Tiwinza.
- 5 de febrero El Perú tomó por primera vez Tiwinza ubicado en la Cota 1061, la Patrulla «Gabriel» de la Compañía Especial de Comandos N.º 115 luego de la lucha ejecuta un repliegue táctico para proceder con la evacuación de los soldados peruanos heridos al Puesto de Comando del Batallón de Infantería Contrasubversiva N.º 314. La situación fue aprovechada rápidamente por los ecuatorianos que retomaron la cota. Sin embargo los peruanos consolidaron su presencia en las alturas de Tiwinza.[56]
- 6 de febrero: La FAP hace por primera vez uso de sus bombarderos a reacción Camberra para atacar posiciones ecuatorianas. Un Camberra peruano se reportó como perdido posiblemente a causa de fuego antiaéreo o de las malas condiciones meteorológicas.[57] En este mismo día la FAP bombardea Base Sur recién capturada por el ejército peruano al confundirla por Tiwinza, matando en el bombardeo a 6 de sus propios soldados.[51]
- 7 de febrero: Un helicóptero Mi-25 peruano es derribado tras una sucesión de, por lo menos, dos impactos de misiles antiaéreos Igla. Bombarderos A-37B de la FAE, escoltados por interceptores Kfir, atacan posiciones peruanas. Uno de los A-37B ecuatorianos es impactado por la artillería antiaérea peruana. Sus pilotos logran aterrizar este avión en la pista aérea de la ciudad de Macas y hoy por hoy reposa en un museo de la Base Aérea de Quito. Los pilotos ecuatorianos fueron declarados héroes y se encuentran en servicio activo.
- 9 de febrero: La actividad aérea se intensifica en ambas bandos. La FAP lleva a cabo no menos de 16 misiones usando caza-bombarderos Sukhoi Su-22. Esta vez los bombarderos Camberra realizan un bombardeo nocturno.
- 10 de febrero: La actividad aérea se intensificó en la zona de batalla. Durante la mañana bombarderos A-37B y Sukhoi Su-22M son enviados por la FAP para atacar posiciones ecuatorianas. Según la versión ecuatoriana, a las 12:45 salen 4 interceptores ecuatorianos (2 Mirage F.1JAs y 2 IAI Kfir C.2s) de los escuadrones 2112 “Mirage” y 2113 “Kfir” tras haber detectado 5 aeronaves y haber recibido la orden de scramble a las 12:30 del día 10 de febrero de 1995. Un IAI Kfir C.2 derriba un A-37B peruano, y dos Su-22 peruanos son derribados por los Mirage F.1,[58] mientras que otro A-37B peruano pilotado por el teniente coronel Fernando Hoyos logra escapar de un IAI Kfir C.2 tras una gran maniobra volando a ras de los árboles.[43] Según la versión peruana los Sukhoi-22 peruanos fueron derribados por artillería antiaérea basándose en un inicial comunicado oficial de las Fuerzas Armadas del Ecuador, publicado el sábado 11 de febrero de 1995 en el Diario El Universo de Guayaquil (año 74, N.º 149, Página 1) donde en primera instancia se habla del derribo de 4 aviones peruanos, en esta misma publicación el enviado especial de dicho periódico Luis Rosero da a conocer la primicia del derribo de las aeronaves peruanas por las escuadrillas de la FAE «conejos» y «broncos». En este suceso se identifica al piloto peruano del escuadrón élite 111 de Su-22 como el comandante FAP Víctor Maldonado, quien logró eyectarse y muriera después de ocho días de dramática supervivencia en la selva, tras ser derribada su aeronave por misiles teledirigidos y fuego de ametralladora de aviones de la FAE[59] siendo su cadáver encontrado diez días después de su caída, el 20 de febrero. Víctor Maldonado recibió el ascenso póstumo a coronel. Los restos del mayor Caballero, piloto de otro SU-22 en cambio fueron encontrados 6 meses después.[60]

El actual comandante general de la FAE, brigadier general Raúl Banderas Dueñas, quien fuese condecorado por las Fuerzas Armadas con la máxima distinción militar «héroe de guerra del Cenepa» por comandar la misión que logró derribar con su Mirage F1 a un A37, describe lo vivido y las consecuencias:

Yo era mayor ese tiempo y líder de la escuadrilla Conejos. Estaba con mi capitán Carlos Uzcátegui (fallecido en el 2002 en un accidente aéreo en Salinas), él era mi número dos. Cuando vieron a los aviones sin misiles todos se preocuparon y llegaron las preguntas, pero enseguida nos pusimos a armar nuevamente los aviones, porque pensábamos que íbamos a tener una represalia más fuerte. Pero no, les paramos completamente. Los peruanos no volvieron a bombardear y nosotros conseguimos la superioridad área. Fue un golpe muy fuerte para la aviación peruana, de cuatro aviones que salieron regresó uno.

Hasta la fecha, salvo los scramble de audio entre los pilotos ecuatorianos y los operadores de radar, no se ha podido desmentir a la versión peruana que los SU-22 fueron derribados por fuego antiaéreo ya que la FAE no ha mostrado los videos HUD de sus cazas que demuestren el derribo de los cazabombarderos peruanos por parte de los cazas ecuatorianos.
El teniente coronel Hilario Valladares y el mayor Gregorio de Mendiola lograron eyectarse de su Cessna A-37B "Dragonfly" subsónico, el cual resultó derribado por un misil disparado por un IAI Kfir C.2 pilotado por el capitán de la FAE Wilfrido Moya, el cual destruyó los motores de la aeronave. Ambos pilotos fueron recogidos después por un helicóptero de la FAP.
- 11 de febrero: A medida que el conflicto terrestre toma fuerza, la actividad aérea en el área se incrementa; aviones de ataque A-37B ecuatorianos lanzan un ataque sobre posiciones peruanas. Otro A-37B de la FAE es alcanzado por un misil antiaéreo peruano.
- 13 de febrero: Un grupo de tanques ecuatorianos refuerzan la brigada 7 Loja ecuatoriana debido al temor por parte de los militares ecuatorianos de una invasión a gran escala por parte de los militares peruanos. El Perú lanza masivos ataques con cobertura aérea contra de las posiciones ecuatorianas de Coangos y Tiwinza. Según fuentes ecuatorianas, un helicóptero Mi-8TV y un Mi-17 peruanos fueron derribados; las fuentes peruanas niegan esos derribos. En la noche el presidente peruano Alberto Fujimori aparece por primera vez en CNN y TV PERÚ declarando la toma de Tiwintza.
- 14-16 de febrero: Los combates continúan a lo largo de toda el área de conflicto. El miércoles 15 de febrero un grupo de periodistas internacionales arriban a una supuesta Tiwintza tras una invitación del ejército ecuatoriano que, con posicionadores GPS, militares ecuatorianos demuestran unas supuestas coordenadas exactas de Tiwinza (3°27′57.18″ S, 78°15'8.72" Oeste) que ya previamente habían hecho públicas a principios de febrero de 1995. Los militares ecuatorianos estaban ansiosos por intentar desmentir o al menos poner en duda, las enérgicas declaraciones del presidente peruano Alberto Fujimori, hechas dos días atrás públicamente. Días después sin embargo, los reporteros de la prensa internacional acreditados en el área de conflicto (TVE, BBC WORLD, SKY NEWS, El Mundo, The Guardian, ITAR-TASS y RIA-NOVOSTI) mediante sus propios GPS cuestionan y ponen en duda la veracidad de los parámetros de los posicionadores GPS militares ecuatorianos.[63]
- 17 de febrero: En presencia de cuatro países garantes del Protocolo de Río (Estados Unidos de América, Brasil, Chile, Argentina), el viceministro ecuatoriano de asuntos exteriores, Marcelo Fernández de Córdoba y el viceministro peruano de asuntos exteriores, Eduardo Ponce, firman en Brasil la Declaración de Paz de Itamaraty, confirmando un alto el fuego inmediato y el establecimiento de un grupo de paz MOMEP (Military Observer Mission, Ecuador and Peru), misión de observadores militares encargada de supervisar el cumplimiento del alto el fuego. La MOMEP tiene como propósito el inspeccionar y mantener presencia de observadores militares internacionales en las bases de Tiwinza y Base Sur. Las otras funciones de la MOMEP son el de organizar y ejecutar el establecimiento de los límites de una zona desmilitarizada. Las cancillerías del Ecuador y del Perú se comprometen a emprender las conversaciones en torno a las causas pendientes de ambos países.[64]
- 21 de febrero: Los primeros observadores de la MOMEP arriban a la base ecuatoriana de Patuca. Sin embargo, la contraofensiva peruana a lo largo de todo el día impide que los observadores alcancen el área de conflicto. Ecuador se queja ante la MOMEP que helicópteros del Ejército Peruano y de la Fuerza Aérea del Perú sobrevuelan constantemente sobre posiciones ecuatorianas, violando sistemáticamente el alto al fuego. El gobierno peruano, sin embargo, denuncia un constante acoso y bombardeo por parte de la artillería ecuatoriana a las tropas y bases peruanas en la zona.
- 22 de febrero: Esta fecha es catalogada como «Miércoles negro» [2] por la prensa ecuatoriana tras producirse una cantidad de bajas superior al total de bajas acumulado desde el inicio de la guerra hasta ese entonces, después de un ataque realizado tras acordarse el cese al fuego, hecho corroborado por el general Paco Moncayo. El ejército ecuatoriano reporta ese día 14 soldados muertos y 39 heridos mortalmente,[65] tras un intento de las fuerzas armadas peruanas de tomar Tiwinza y expulsar a las tropas operativas en aquel sector, a costa de grandes pérdidas igualmente.[66] Esa tarde y noche, tropas ecuatorianas toman represalias contra el bando peruano utilizando armas de apoyo de fuego. Al día siguiente se detectaron movimientos a gran escala de evacuación de bajas por el lado peruano, según el comandante Paco Moncayo.[54]

Así el excomandante de la 5.ª DIS. del ejército peruano, el general Vladimiro López Trigoso explicaría la situación en aquel entonces:

“Claro que hemos llegado a Tiwinza, no una vez sino dos, tres, cuatro veces. Lo que no hicimos fue conquistar Tiwinza, es decir quedarnos en ese lugar”

 Según el general Vladimiro López Trigoso, Tiwinza se convirtió de objetivo militar a objetivo político por parte del mandatario Alberto Fujimori. El cual junto a cuarenta periodistas había llegado al destacamento PV1 y pretendía dirigirse a Tiwinza en su afán de ser fotografiado por la prensa en Tiwinza, y ser considerado el protagonista de la victoria militar con objetivo reeleccionista según el general López Trigoso:

“Para mí, Tiwinza no fue objetivo militar. ¿Era necesario inmolar a mil, dos mil, tres mil hombres sólo para quedarnos ahí? No valía la pena. Es un hueco cerca de la frontera, si nos quedábamos ahí nos hacían papilla”

Hasta el 22 de febrero, se llevaban cinco días desde la Declaración de cese al fuego de Itamaraty.
- 28 de febrero: En los días siguientes las escaramuzas continúan. Solo la presión de los garantes, básicamente EE. UU. logró que ambos bandos respetaran el cese del fuego y se estableciera una zona desmilitarizada. De esta manera se firma en Montevideo la declaración de “Reiteración del compromiso a proceder a un inmediato y efectivo cese al fuego”. Si bien incidentes menores se dan a lo largo de los siguientes meses, la Guerra del Cenepa ha terminado oficialmente, ambos países desmantelan sus posiciones militares y procedente a retirar sus fuerzas bélicas que aun quedan en el territorio en litigio.[63]

## Término del conflicto

### Declaración de Paz de Itamaraty
El 17 de febrero de 1995 se firma la Declaración de Paz de Itamaraty, en Brasil, que determina la retirada de las tropas de ambos países.
Sin embargo, en incidentes "confusos", se producen nuevos combates en la zona del Cenepa (Tiwinza, Base Sur y Cueva de los Tayos). Si bien ni Ecuador ni Perú cumplieron lo acordado en el tratado de Itamaraty, la versión oficial ecuatoriana es que, debido a que el presidente del Perú, Alberto Fujimori, había anunciado anteriormente la captura de estos destacamentos, era indispensable tomarlos antes de la llegada de los observadores y periodistas a la zona. Periodistas peruanos y Alberto Fujimori llegan escoltados por un pequeño grupo de soldados al izado de la bandera nacional del Perú en Cueva de los Tayos, un hecho que la representante de los Estados Unidos ante la OEA calificaría en una reunión urgente de la OEA el 23 de febrero de 1995 de "provocación". El gobierno estadounidense también expresaría su rechazo ante el uso bélico que se le dio el 22 de febrero a los helicópteros que aquel gobierno donó al Perú para combatir el narcotráfico. El sábado 25 de febrero los Estados Unidos instan a las partes "a evitar cualquier iniciativas que puedan ser interpretadas como amenaza o como provocación". Finalmente se desmilitarizó la zona de conflicto; las tropas ecuatorianas se replegaron a su lado de la Cordillera del Cóndor en Coangos y tropas peruanas se abstuvieron de cruzar al lado occidental de dicha Cordillera e iniciar la toma de Coangos, Cóndor Mirador y Banderas y se quedaron esperando nuevas órdenes en el Puesto de Vigilancia Militar Peruano Número Uno o PV1.
Según la tesis de Javier Pérez de Cuéllar, la desmilitarización debió efectuarse en ambos lados de la frontera, teniendo así la base de Coangos que ser desmilitarizada, ya que desde la cumbre de este sitio tropas ecuatorianas recibían apoyo logístico de su artillería, lo que facilitaría un supuesto nuevo infiltramiento de tropas ecuatorianas en Tiwinza.[cita requerida]

### Acta de Brasilia
Observadores de los países garantes del Protocolo de Río de Janeiro se desplazan hasta la zona del conflicto. El 2 de marzo, tras cinco semanas en enfrentamientos y escaramuzas, terminan los combates. Hay numerosos heridos y muertos por ambos lados. Durante el proceso de negociación, ambas partes ceden terreno, dejando a un lado sus posiciones extremas; el Ecuador reconoce la “parcialidad” de la inejecutabilidad del protocolo de Río y por consiguiente reconoce la autoridad del susodicho. El Perú, por su parte, reconoce por primera vez la existencia de una disputa y la necesidad de una revisión de los impases del protocolo de Río.
Los impases existentes se pueden resumir en cuatro puntos:
- Inejecutabilidad parcial del Protocolo de Río de Janeiro por la inexistencia del divisor de aguas entre los ríos Zamora y Santiago.
- Problemas de demarcación: a) Sector Cucumaza Bumbuisa y el Yaupi Santiago.. b) Sector Lagartococha-Güepí.
- Problemas que generan los cortes de los ríos por las líneas geodésicas. Problema en el río Napo, Sector Yasuní-Aguarico.
- Canal del Zarumilla.

Tras una casi fallida ronda de negociaciones, la diplomacia condujo al acuerdo de Brasilia, el 24 de octubre de 1998, firmado por el presidente peruano Alberto Fujimori y su colega ecuatoriano Jamil Mahuad.
1. Los países garantes (Argentina, Brasil, Chile y Estados Unidos de América) resolvieron que las altas cumbres de la cordillera del Cóndor y la región de Tiwinza, de 20 km², pertenece al Perú, se concede al Ecuador 1 km² de Tiwinza como propiedad privada bajo la legislación privada del Perú, con la excepción de que esta propiedad nunca podrá ser expropiada del Ecuador, se la usará para realizar actos conmemorativos y no militares. A todo aquel que nazca en Tiwinza se le considerará peruano.
2. El Perú deberá garantizar el derecho perpetuo de libre navegación por el río Amazonas y sus afluentes septentrionales, establecido en el Protocolo de Paz, Amistad y Límites de Río de Janeiro del 29 de enero de 1942, habiendo recibido, además, un permiso por 50 años para establecer dos embarcaderos comerciales, cada uno de 150 hectáreas, y libres de impuestos. Estos embarcaderos serán administrados por las empresas que designe el Ecuador, pero tendrán que ser registradas bajo la legislación peruana.[71]
3. Un parque binacional ecológico, aún por implementar, sería la representación de la paz entre ambos países hermanos. También se establecieron los nuevos hitos en el sector de Lagartococha – Güeppi y en Cusumasa-Bumbuiza y Yaupi-Santiago en la cordillera de los andes, quedando la base Teniente Ortiz en el Ecuador y el Puesto Pachacútec en el Perú.[72]

En mayo de 1999, de forma conjunta, finalmente se colocó el último hito, de 30 en total, 23 de ellos en el tramo de 78 km de frontera no demarcada en la Cordillera del Cóndor.

### Pérdidas económicas y bajas militares
A pesar de que fue un conflicto corto de 5 semanas, las pérdidas económicas fueron muy altas tanto para el Perú como para el Ecuador. En Ecuador el ministro de finanzas Modesto Correa estimó el costo directo de la guerra en 250 millones de dólares, lo que equivalía al 1 % del PIB del Ecuador, añadiendo también un egreso de 3 millones de dólares diarios a causa de la presencia de la Momep, mientras que el Perú en cambio perdió 400 millones de dólares durante el conflicto, relacionados con el costo de movilización de las tropas y el costo de reposición del equipo perdido. A estos costos se agregan los gastos incurridos en la carrera armamentistica que se desataría en los próximos años hasta la firma de paz.
La cifra oficial de muertos varía según la versión de cada país. Ecuador informó en primera instancia oficialmente la muerte de 33 soldados y 70 heridos. En la actualidad, la Asociación de excombatientes del Cenepa registra 131 afectados; 44 soldados perdieron total o parcialmente sus piernas, 2 con mutilaciones en sus brazos, 7 tienen problemas auditivos y 78 sufren de psicosis de guerra y esquizofrenia. La memoria de los soldados caídos se inmortalizó en monumentos, bustos y nombres de escuelas y colegios, en los lugares donde eran oriundos.
Por parte del Perú ha habido un aire de hermetismo en este tema aunque al final se ha reconocido la muerte de 60 de sus soldados. Esta situación se ha visto reflejada en los miembros caídos en acción que nunca han sido indemnizados. Según el presidente de la Asociación Nacional de Licenciados y Excombatientes de los Conflictos Armados en el Perú (ANALCCAP) Luis Lapa Espinoza, solo en la región Arequipa se han identificado a 100 excombatientes de la guerra del Cenepa que están olvidados por las autoridades. Muchos, además de las dolencias físicas, presentan trastornos psicológicos que no pueden ser tratados porque carecen de seguro de salud. La Asociación de excombatientes del Cenepa llevan además más de 17 años de lucha por traer el cuerpo de seres queridos los cuales al menos 4 habrían sido abandonados en el campo de batalla a lo cual la viuda del combatiente caído Wilson Cisneros se lamenta:

"Wilson amaba a su institución y no quería hacerla quedar mal yendo a los medios, pero ya no puedo más"

A fines del año 2016, el Estado Peruano entregó una bonificación a todos los exmilitares peruanos del conflicto del Falso Paquisha en 1981 y en el conflicto del Cenepa en 1995 reconociéndoles como Defensores de la Patria
En el caso ecuatoriano la situación es similar ya que ha habido casos como el de los Exconscriptos ecuatorianos que exigen beneficios por su participación en la guerra del Cenepa contra el Perú
Es difícil establecer si hubo un ocultamiento de la verdad por parte de los dos países. Según algunos estimativos de organizaciones no gubernamentales hablan de una cifra total de 500 muertos sumados en ambos bandos, mientras que otros centros de documentación hablan de una cifra de 120 muertos.
En cuanto a perdidas de aeronaves por el lado peruano, comprobadamente, fueron las siguientes:
- 2 aviones supersónicos Su-22 perdidos en acción de armas.
- Un avión A-37 derribado en combate.
- 1 avión Camberra B (I) Mk.8.
- Un helicóptero de ataque MIL MI-25 Hind D el 7 de febrero de 1995, aproximadamente a las 14:30 horas por fuego antiaéreo, muriendo el coronel FAP Marco Antonio Schenone Oliva y su tripulación.[82]
- Un helicóptero MI-8T EP 547 el 29 de enero de 1995, a las 13:35 horas, muriendo el Mayor de Artillería Luis Alberto García Rojas y su tripulación tras ser alcanzado el helicóptero por un misil.[83]
- Un helicópteros MI-8T EP 547 13 de febrero de 1995, derribado por un misil antiaéreo, el teniente coronel de Infantería Néstor G. Escudero Otero fallecería a causa de sus heridas llegando a sobrevivir su tripulación tras 10 días perdidos en la selva.[84]

Además la FAP informó la avería de un helicóptero TWIN BELL 212 ocurrida el 28 de febrero de 1995 a las 09:00 a. m. el cual recibió varios impactos de bala en el tanque de combustible, resultando herido un miembro de la tripulación.
Ecuador oficialmente reportó las siguientes pérdidas de material bélico:
- Un avión T33 en un accidente en Manta.
- 1 aviones A37 y posiblemente un Kfir reparados y reincorporados a su flota.
- 1 Helicóptero Gazelle siniestrado en circunstancias indeterminadas fuera de la zona de conflicto.

### Consecuencias tras el conflicto armado en 1995

#### Carrera armamentista
Tras el cese de hostilidades, la reanudación del conflicto era una posibilidad a tener en cuenta. Esto aceleró a las gestiones de ambos bandos para adquirir nuevo armamento. Por el lado ecuatoriano, en 1996 se adquirieron 4 aviones Kfir C.2 y también se empezaron las negociaciones para la adquisición de 8 Kfir C.10, negociaciones que fueron vetadas por el gobierno de los Estados Unidos para evitar una escalada armamentista en la región. Por parte del Perú, el 6 y 13 de mayo de 1996 se suscribe el contrato para la adquisición de aeronaves: 21 MiG-29 y 24 Sukhoi-25 respectivamente, compradas de segunda mano a Bielorrusia.
En 1998 Perú denunció que Ecuador habría estado infiltrando elementos militares en la zona del Cenepa, entre fines de julio y mediados de agosto de 1998, lo que obligó a la MOMEP, a restablecer una zona de control y vigilancia, con lo cual se volvió a una situación de tensión que amenazó con desatar una nueva guerra entre ambos países. Como respuesta del Gobierno peruano, se emite el Decreto de Urgencia N.º 032-98 el 14 de julio de 1998, en el que se autoriza al Ministerio de Defensa la adquisición de tres aeronaves MiG-29 adicionales esta vez nuevas en su variante Mig-29 SE a la Federación Rusa por medio de la compañía 'Rosvoruzhenie por cerca de 127 millones de US$.
El exministro peruano de defensa, el general (R) César Saucedo Sánchez que tomó la cartera de defensa en julio de 1997 declaró en 2002, ante una comisión de investigación fiscalizadora del congreso peruano las causas de la negociación de las aeronaves MiG-29:

Este decreto de urgencia lo firmé responsablemente, porque como Ministro de Defensa y militar conocía las serias limitaciones de nuestras Fuerzas Armadas, luego del conflicto con el Ecuador en 1995, que no sólo revisó la gravedad de haber costado la pérdida de valiosas vidas de nuestros soldados, sino que adicionalmente fue destruido parte de nuestro material bélico como, por ejemplo, 2 aviones de la Fuerza Aérea y 4 helicópteros de nuestro Ejército, lo que nos puso en situación de verdadero peligro y en clara desventaja ante el Ecuador. Una situación militar que ponía en peligro a nuestra soberanía e integridad territorial.

Finalmente el Perú adquirió 36 aeronaves (18 MiG-29B y 18 Su-25) de segunda mano a Bielorrusia por un monto de 402 millones de dólares, con el objetivo de no solo defender las posiciones peruanas sino también de penetrar en el ámbito ecuatoriano, apoyando el avance de las unidades terrestres y navales. La ofensiva aérea aprobada por Alberto Fujimori incluía blancos militares en la vecina Loja hasta la localidad de Esmeraldas, en el extremo norte de Ecuador. Además de blancos militares, este diseño de la ofensiva incluía instalaciones petrolíferas, nudos industriales y las centrales térmicas e hidroeléctricas. Sin embargo, cuando las aeronaves fueron puestas a disposición de la Fuerza Aérea del Perú (FAP), los pilotos encontraron aparatos cuyas condiciones técnicas hacían imposible cumplir con la estrategia militar aprobada por Fujimori, ya que se encontraron en su posterior inspección con serias fallas estructurales, siendo conocido de muchas fuentes este defecto, ni siquiera eran aparatos aptos para operar por la noche. Según los oficiales de la FAP, haberse lanzado a una guerra hubiera dejado en evidencia la inutilidad de la compra; por eso para el gobierno fue preferible firmar el acuerdo de paz con Ecuador el 26 de octubre de 1998. Al no poderse alcanzar la paridad con Ecuador y mucho menos lanzar una ofensiva con esas aeronaves. Este negociado daría pie al juicio por traición a la patria que el fuero militar siguió a seis ex altos mandos de las Fuerzas Armadas del Perú.
Hechos similares sucedieron en el Ecuador, en el que el general y exministro de defensa José Gallardo fue enjuiciado por haber cometido actos de corrupción en la compra de fusiles en mal estado para el Ejército Ecuatoriano durante el Conflicto del Cenepa. En el Ecuador, la propaganda montada produjo un sentimiento de reivindicación de sus Fuerzas Armadas.

#### Controversias
Según el historiador ecuatoriano Melvin Hoyos, la victoria no fue el sentimiento colectivo en Ecuador al finalizar el conflicto del Cenepa y el sentimiento de fracaso fue notorio, a pesar de, según él, la ventaja de sus Fuerzas Armadas –tropas mejor preparadas y armamento sofisticado– más la significativa diferencia con respecto a los soldados caídos al otro lado de la frontera.

“Nosotros, habiendo ganado, perdimos; ganamos por las armas y perdimos por la diplomacia. Se manejó el asunto de una manera muy temerosa. Hubo también mucha presión por parte de las potencias involucradas para que firmemos; y mucha flojera por parte del presidente de aquel entonces de no exigir que no nos quiten un pedazo más” 
Historiador ecuatoriano Melvin Hoyos

Así esto se ve reflejado en las palabras de los altos mandos militares ecuatorianos en su claro anhelo de continuar con el conflicto y su disconformidad con el resultado de las negociaciones. En 1998 en el salón Amarillo del Palacio de Gobierno los civiles recibieron con aplausos y cantando el himno nacional la decisión de los garantes, mientras que los militares mantuvieron otra actitud: tristeza, dolor, rabia, ira y resignación, reflejaban sus rostros:

"el Presidente Mahuad ha tomado una decisión y nosotros como militares debemos de acatarla". Sin embargo, entre los edecanes de los jefes militares ecuatorianos e inclusive en los del propio Presidente Mahuad, también se observó tristeza y dolor. "Lo perdimos todo" comentaban entre ellos y junto a otros oficiales de menor rango. Comandante General del Ejército Ecuatoriano Carlos Mendoza

"el Tratado de Itamaraty, nos deja a los militares ecuatorianos, un sabor agridulce. Es un trago amargo, porque por un lado llega la paz y por otro lado únicamente nos quedamos solo con Tiwintza". Indicó que el anhelo de las Fuerzas Armadas no era que solamente Tiwintza sea ecuatoriana sino toda la "oreja". "Todos los destacamentos que se constituyeron en el año 1995 en baluartes de nuestra defensa, hubiéramos querido que estén con nosotros", anotó. Recordó que hay sangre ecuatoriana en Coangos, Base Sur, Base Norte, Cueva de los Tayos. Jefe del Comando Conjunto de las Fuerzas Armadas del Ecuador, Patricio Núñez

El General EE Paco Moncayo:

que la paz que se obtuvo fue «con los tanques peruanos amenazándonos. Una paz impuesta por la fuerza; una paz en la cual nosotros concedimos todo y no recibimos nada». En la negociación «Perú ganó todo y Ecuador perdió todo».

Paradójicamente, para algunos peruanos, Ecuador fue el ganador de la guerra, declara el historiador peruano Antonio Zapata. En los anteriores conflictos, todo había sido interpretado como favorable para Perú, ya que las Fuerzas Armadas habían cumplido sus objetivos; en el 95 no fue así, sino que la apreciación fue ambigua. Esto se ve reflejado en las declaraciones del General EP Roberto Chiabra, exministro de Defensa del Perú y jefe de operaciones del Ejército Peruano durante el conflicto del Alto Cenepa, quien afirmó que Ecuador no ganó el conflicto del Cenepa, solo la guerra informativa.

Los detractores de las Fuerzas Armadas, transformados en analistas sin conocer lo sucedido, asumieron la versión ecuatoriana, haciendo prevalecer sus intereses sin importarles los del país, sostuvo durante la ceremonia de reconocimiento. Si ellos dicen que ganaron, ¿por qué entonces aceptan ahora la validez y vigencia del Protocolo de Río de 1941 y el Laudo Arbitral de Díaz de Aguiar que establecen con claridad que esos territorios son peruanos? Ellos (los ecuatorianos) dicen que ganaron porque citan textualmente a algunos peruanos que lo dijeron. Fabricaron una rápida victoria la primera semana de febrero.

Estas declaraciones se ven contrapuestas con el punto de vista de la prensa peruana, un suceso catalogado como "Fujimori y su cúpula militar tramaron atacar a Ecuador", un conflicto que reveló la superioridad de Ecuador en equipo militar. Hecho que dio pie a la compra de aviones a Bielorrusia tras concluirse que era imposible negociar con el vecino del norte en inferioridad de condiciones. El general López Trigoso encargado de las operaciones militares durante el conflicto armado describiría la situación militar de la siguiente manera:

«Que yo sepa, nada servía, nada volaba, es decir, de los 12 famosos Mirage que teníamos, si dos volaban era mucho. Los demás no servían nada y para la guerra menos, porque un avión tiene que tener sensores, radares, sistemas misilísticos para combatir en igualdad de condiciones con lo que tenía el Ecuador. Por eso es que han derribado nuestros aviones porque no sabían quién, cuándo y en qué momento les disparaban»

 Durante el conflicto bélico contaban con cinco helicópteros, de los cuales "dos o tres siempre estaban parados", cuenta el general López Trigoso.

«Con dos o tres helicópteros podíamos llegar todos los días volando, hasta las siete de la noche sin descanso, llevando tropas, sacando heridos, transportando munición, un poco de alimento»

Este conflicto se vio empañado por los objetivos reeleccionistas del aquel entonces mandatario Alberto Fujimori, donde la cúpula militar del régimen fujimorista había recibido la información sobre infiltración ecuatoriana en territorio peruano en mayo de 1994; es decir, meses antes de que estallase el conflicto bélico el 26 de enero de 1995. El general López Trigoso encargado de las operaciones militares durante el conflicto narra la situación precaria en la que las tropas peruanas tuvieron que hacer frente:

«Yo le decía al general Hermoza: por amor de Dios, dígale al presidente que no venga aquí, porque además de que no nos soluciona nada, paraliza el apoyo a mi gente», «Desde luego yo tenía que estar dándole lo poco que había de raciones, hasta a los periodistas, vestirles a ellos con ropa que no teníamos»

Alberto Fujimori tenía como objetivo político llegar a Tiwinza junto a su séquito de periodistas, algo que no fue posible por la presencia de tropas operativas en el perímetro. Según Trigoso, Tiwinza nunca pudo ser conquistada como lo deseaba Alberto Fujimori.
El que fuera comandante general de la 9.ª División Blindada en Tumbes y jefe de Estado Mayor de la 5.ª Región Militar Walter Ledesma se refiere al resultado de la guerra:

- ¿Hemos perdido o hemos ganado esta guerra?
- Mire, uno de los dos bandos en conflicto ha celebrado pomposamente la victoria. Ese bando lamentablemente ha sido el ecuatoriano y se ha dado el lujo de hacer alusiones hirientes a nuestra dignidad nacional.

Carl von Clausewitz define a la guerra como un acto de violencia para obligar al oponente a hacer lo que queremos que haga. Siguiendo este principio de Clausewitz, la realidad objetiva evidencia que los ecuatorianos fueron derrotados, y por tanto, no consiguieron ninguno de los objetivos que se habían trazado: poner en entredicho la validez del Protocolo de Río y lograr la mediación papal,...., es decir que Ecuador no logró militarmente el objetivo de obligar al Perú a renunciar al Protocolo de Río de Janeiro e imponerle el protocolo Mosquera-Pedemonte, supuestamente firmado en 1830, de lo cual se concluye que no existió la limitada victoria a la cual Marcella hace mención, esto es reconocido por periodistas ecuatorianos nada triunfalistas como el periodista ecuatoriano Alexis D. Valencia quien afirma que:

«El esfuerzo hecho por el gobierno ecuatoriano, de distraer e invertir un promedio de 500 millones de US$ anuales, en la compra de armamento sofisticado dentro de su programa belicista contra el Perú, desde 1981 hasta 1995, fue estéril; Este esfuerzo que se realizó a expensas de dramáticas necesidades sociales no ha servido para avanzar un solo centímetro hacia el Amazonas y apenas para escenificar una victoria de fantasía maquinada como justificación de nuevas exacciones».

En el Perú, se puede decir que los resultados de las negociaciones que se definieron con el Acta de Brasilia, hallaron encontrados sentimientos en la población, pero se obtuvo un consenso a través del parlamento peruano, que finiquitó una salida, que se entiende como definitiva, a un largo conflicto. Este tratado marcó el final del mito de que “los peruanos son los enemigos de los ecuatorianos”. Todos los prejuicios, resentimientos, aversiones y actitudes de rechazo frente al pueblo vecino se esfumaron. Desde las aulas infantiles se alimentaba ese resentimiento cuando en las pastas de los cuadernos se reproducía el mapa de un territorio nacional ‘mutilado’, bajo la leyenda de que el Ecuador ‘ha sido, es y será país amazónico’”, cuenta el historiador ecuatoriano Ángel Emilio Hidalgo. Eslogan que sirvió como polo de unidad hacia un enemigo común como lo cuenta Paco Moncayo:

«En un país carente de conciencia nacional desde su misma fundación en 1830, y rasgado por el intenso regionalismo y la rivalidad entre las ciudades de Quito –ciudad capital–, y Guayaquil –núcleo económico de la nación–, el antiperuanismo pasó a convertirse en el único polo de atracción capaz de unir a todos los ecuatorianos. Aunque en el Perú nunca llegó quizá a enraizar un sentimiento generalizado de antiecuatorianismo –a excepción hecha de Iquitos y las regiones nororientales colindantes con el Ecuador, paradójicamente los mismos territorios sobre los que el Ecuador insistía en reclamar como suyos».

La comunidad regional saludó con beneplácito el fin de un problema regional. Mientras, la diplomacia peruana de la época catalogó como un triunfo peruano el resultado de las negociaciones, pues logró el cierre definitivo de su frontera con el Ecuador mediante el Protocolo de Río de Janeiro.
“La conclusión es que logramos firmar la paz, la gente se acuerda poco de la guerra y lo que hemos difundido intensamente en Ecuador es que firmamos el acuerdo sin que nuestro territorio esté invadido, sin que nuestras poblaciones fronterizas sean bombardeadas”, recalca Paco Moncayo, comandante general a cargo de las tropas durante el conflicto.
Miembros del Grupo Colina como Santiago Martín Rivas y Carlos Pichilingue mencionaron en entrevistas realizadas a Umberto Jara que el conflicto bélico estuvo planeado y armado por Alberto Fujimori para ganar popularidad con miras a las elecciones presidenciales de 1995. Además, esto también sirvió como una excusa para, posteriormente, favorecer o encubrir una ley de amnistía, la cual finalmente se dio en junio de 1995, como se menciona en el libro de 2003 de Jara Ojo por ojo.

### Análisis de la guerra informativa entre medios peruanos y ecuatorianos durante la Guerra del Cenepa
- María Fernanda Burneo (ecuatoriana) en Prensa y Nacionalísmo: Representaciones en la Guerra del Cenepa en febrero de 1995 - Análisis de Discurso:

«el caso de estudio aquí analizado se ubica específicamente en febrero de 1995, durante la invasión a la base de Tiwinza en la zona de conflicto del Alto Cenepa. En este mes se registró un alza en los ataques peruanos a dicha zona en lo que se llamo también una guerra mediática, pues los medios tanto ecuatorianos como peruanos jugaron un rol sumamente importante en la emisión de las noticias sobre la posesión de las bases».

- La Revista Caretas, publicación semanal peruana opuesta al gobierno de Fujimori, en su edición N.º 1349, de 1995, afirma lo siguiente:

«Mientras Ecuador utilizaba a fondo la “transparencia informativa”, en el Perú no hubo facilidades para la prensa extranjera durante toda la primera semana. El resultado fue un desbalance que se hizo notorio en la cobertura de la Tv. Tanto CNN como TV Española ubicaron a sus corresponsales del lado ecuatoriano. La semana pasada el noticiario CNN en español puso a su conductor Jorge Gestoso en el frente de batalla al lado de tropas ecuatorianas en imágenes emotivas.

La condición de Perú como país agresor se hace más creíble, ante la opinión pública internacional, debido a otros dos factores. El primero consiste en que la inferioridad bélica de Ecuador le hace desaconsejable tomar la iniciativa militar. El segundo es que, pese a las evidencias que están a la vista, en el Perú se insista cerradamente y no sólo desde el gobierno en que no hay problema territorial pendiente porque el Protocolo de Río resolvió definitivamente el asunto. Finalmente, ha contribuido a que se pierda la primera batalla una imagen internacional de Alberto Fujimori, que no es de simpatía».